# Buller Williams

a Compétitions nationales et continentales officielles uniquement.

b Matchs officiels uniquement.
Dernière mise à jour le 24 avril 2023.
William Henry Williams dit Buller Williams, né le 2 mai 1873 à Pontlottyn et mort le 9 janvier 1936 à Barry, est un joueur de rugby gallois, évoluant au poste de troisième ligne aile pour le pays de Galles.

## Biographie
Buller Williams dispute son premier test match le 6 janvier 1900 contre l'équipe d'Angleterre, et son dernier test match est également contre l'Angleterre le 5 janvier 1901. Il joue au total quatre matchs avec le XV du poireau. Il appartient à l'équipe victorieuse de la triple couronne 1900. Il joue en club avec le Pontymister RFC et les London Welsh.

## Palmarès
- Victoire dans le Tournoi britannique de rugby à XV 1900 (triple couronne)

## Statistiques en équipe nationale
- 4 sélections pour le pays de Galles
- 6 points (2 essais)
- Sélections par année : 3 en 1900, 1 en 1901
- Participation à 2 tournois britanniques en 1900, 1901